# Садоян, Аршак Аветисович
Аршак Аветисович Садоян (арм. Արշակ Սադոյան, 22 февраля 1940, Ереван) — армянский оппозиционный политик.
- 1957—1960 — Ереванский политехнический институт.
- 1960—1965 — Ереванский государственный университет. Математик.
- 1965—1967 — работал заведующим отделом математического моделирования Ереванской центральной научно-исследовательской лаборатории систем управления.
- 1967—1968 — старший экономист отдела моделирования института экономики госплана.
- 1968—1970 — аспирантура Московского государственного университета.
- 1970—1990 — старший преподаватель, научный сотрудник Ереванского государственного университета.
- 1990—1995 — депутат Верховного совета Армянской ССР. Председатель постоянной комиссии по вопросам местного самоуправления. Член депутатской группы «Национальные демократы». Член конституционной комиссии.
- 1995—1999 — депутат парламента. Член постоянной комиссии по социальным вопросам, по вопросам здравоохранения и охраны природы. Член фракции «НДС».
- 1999—2003 — вновь депутат парламента. Член постоянной комиссии по государственно-правовым вопросам. Член фракции «НДС».
- 2003—2007 — был депутатом парламента. Член постоянной комиссии по государственно-правовым вопросам. Председатель-учредитель партии «БНД».
- С 2009 — Председатель комиссии по вопросам предпринимательства и защите прав потребителей Общественного Совета Армении.